# Capella Savaria
Capella Savaria est un ensemble hongrois de musique classique fondé en 1981 et basé à Szombathely, spécialisé dans l'interprétation historiquement informée.

## Présentation
Capella Savaria est fondé en 1981.   
L'ensemble, basé à Szombathely, est un orchestre de chambre jouant sur instruments d'époque qui se consacre à un répertoire allant de Monteverdi à Mozart.  
Depuis 1984, la Capella Savaria est soutenue financièrement par les Amis de la musique ancienne du musée Savaria de Szombathely.  

## Directeurs musicaux
Comme directeurs musicaux, se sont succédé à la tête de la formation :
- Pál Németh (1981-1999) ;
- Zsolt Kalló (depuis 1999).